# Mellicta latefascia
Mellicta latefascia är en fjärilsart som beskrevs av Johann Heinrich Fixsen 1883. Mellicta latefascia ingår i släktet Mellicta och familjen praktfjärilar. Inga underarter finns listade i Catalogue of Life.